# Conferência de Paz em Gaza de Nova Iorque
Uma conferência internacional está programada para ocorrer em Nova Iorque de 17 a 20 de junho de 2025. A conferência visa desenvolver um quadro internacional amplamente apoiado que aborde o desarmamento do Hamas, a libertação de reféns, a reforma da Autoridade Palestina e o planeamento pós-conflito, incluindo a consideração de uma solução de dois Estados. Espera-se que vários países ocidentais reconheçam o Estado da Palestina durante ou após a conferência.

## Contexto
Em 24 de maio, em Paris, o ministro dos Negócios Estrangeiros Jean-Noël Barrot recebeu os seus homólogos da Arábia Saudita, Egito e Jordânia para uma sessão de trabalho dedicada à preparação da conferência. Durante a sua visita à Indonésia, o presidente francês Emmanuel Macron sublinhou que só uma solução política pode restaurar a paz e apoiar a reconstrução a longo prazo.
Em 3 de junho, o ministro dos Negócios Estrangeiros francês, Jean-Noël Barrot, anunciou que a França está a "cumprir o seu papel de apoio à convocação de uma conferência internacional sob os auspícios das Nações Unidas". Acrescentou que Paris está a trabalhar para garantir que a cimeira produza resultados ambiciosos e tangíveis.
O presidente francês Emmanuel Macron sugeriu que o reconhecimento de um estado palestiniano poderia ser considerado durante a conferência. Israel rejeitou a sugestão de Macron relativamente ao reconhecimento, afirmando que tanto o reconhecimento como a própria conferência equivaleriam a uma recompensa para o Hamas. O ministro dos Negócios Estrangeiros Barrot respondeu encorajando o primeiro-ministro Netanyahu a revisitar as suas declarações de 2009 que apoiavam uma solução de dois Estados.
Em 10 de junho de 2025, o presidente palestiniano Mahmoud Abbas enviou uma carta a Macron na qual condenava as ações do Hamas de 7 de outubro. Abbas também apoiou o desarmamento do Hamas e afirmou que o movimento não deveria desempenhar nenhum papel na governação da Faixa de Gaza. Abbas também prometeu reformar a Autoridade Palestinana e realizar eleições dentro de um ano, convidou forças árabes e internacionais a serem enviadas para Gaza para estabilizar a situação de segurança e apoiou um acordo de paz com Israel que criasse um estado palestiniano desmilitarizado. Em 11 de junho, foi relatado que o governo dos Estados Unidos havia emitido um telegrama diplomático instando fortemente os países a não participarem na conferência para a solução dos dois Estados. A mensagem enfatizou que os Estados Unidos opõem-se a qualquer reconhecimento unilateral de um estado palestiniano. Afirmou ainda que os países que tomassem medidas consideradas antagónicas ao governo do primeiro-ministro Netanyahu seriam vistos como agindo contra os interesses dos EUA e poderiam enfrentar consequências diplomáticas.

## Reconhecimento planeado da Palestina
Foi relatado que o objetivo da conferência é alcançar maior um reconhecimento do Estado Palestiniano. A Palestina é atualmente reconhecida por três quartos dos estados-membros da ONU. O primeiro-ministro maltês, Robert Abela, confirmou em maio de 2025 que Malta reconheceria a Palestina após a conferência. O correspondente da NPR, Daniel Estrin, informou que a Bélgica, o Luxemburgo, a Croácia e  aGrécia deverão estender o reconhecimento durante a conferência. De acordo com o Politico, a França pressionou aliados como os Países Baixos e o Reino Unido para que também reconhecessem a Palestina.
Embora a França tenha sugerido que poderia reconhecer a Palestina durante a conferência, Estrin relatou que se espera que a França espere até o fim da guerra de Gaza, juntamente com o Canadá, o Japão e o Reino Unido.

## Oposição do Governo dos Estados Unidos
A administração Trump apelou aos países para que não participassem na conferência e alertou para potenciais consequências diplomáticas caso fossem tomadas quaisquer medidas consideradas hostis a Israel.